# ضعن (الضليعة)
'
ضعن هي إحدى قرى عزلة الضليعة بمديرية الضليعة التابعة لمحافظة حضرموت، بلغ تعداد سكانها 76 نسمة حسب تعداد اليمن لعام 2004.